# Yevgueni Svéshnikov
Yevgueni  Élinovich  Svéshnikov (Cheliábinsk, 11 de febrero de 1950-18 de agosto de 2021) fue un jugador de ajedrez y escritor ruso. Fue galardonado con el título de Gran Maestro por la FIDE en 1977.

## Carrera
Svéshnikov jugó en su primer Campeonato de Ajedrez de la URSS cuando tenía 17 años. Fue galardonado por la FIDE con los títulos de Maestro Internacional en 1975 y Gran Maestro en 1977..
En sus primeras competiciones internacionales, fue ganador conjunto en Decin 1974, compartió el primer lugar (con Lev Polugaevsky) en Sochi 1976 y ganó torneos de categoría 8 en Le Havre 1977 y Cienfuegos 1979. En Novi Sad en 1979, compartió el segundo premio con Efim Geller detrás de Florin Gheorghiu. En Wijk aan Zee en 1981, compartió el 3er lugar y en 1983, fue campeón conjunto de Moscú. Sveshnikov ganó el Campeonato de Ajedrez de Letonia en 2003 y 2010. En 2017, Svéshnikov ganó la sección 65+ del Campeonato Mundial de Ajedrez Senior.
En competiciones por equipos, jugó en el equipo soviético ganador de la medalla de oro en el Campeonato Mundial de Ajedrez por Equipos Estudiantiles de 1976, y fue seleccionado como reserva para el equipo soviético que participaba en el Campeonato Europeo de Ajedrez por Equipos de 1977 en Moscú. Aunque solo era un maestro internacional en ese momento, registró una puntuación del 80%, ganando medallas de oro individuales y por equipos. Representó a Letonia en las Olimpiadas de Ajedrez de 2004, 2006, 2008 y 2010, y en el Campeonato de Europa por Equipos en 2011. En 2016 fue el primer tablero del equipo ruso ganador de la medalla de oro en la sección 65+ del Campeonato Mundial Senior. Campeonato por equipos.

## Teoría
El trabajo de Svéshnikov con su amigo y gran maestro Gennadi Timoshchenko entre las décadas de 1960 y 1970 se considera uno de los principales logros de Sveshnikov en el mundo del ajedrez.
Anteriormente conocida como la Variación Lasker-Pelikan de la Defensa Siciliana, la Variación Sveshnikikov se consideraba de dudoso mérito hasta que Sveshnikov la convirtió en una apertura emocionante y jugable. Dado que el equilibrio entre ganar y perder puede cambiar rápidamente, esta variación es atractiva para las negras que buscan una victoria. Mark Taimanov describió la variación como el "último gran descubrimiento" en la teoría del ajedrez. Actualmente, los Grandes Maestros del Ajedrez juegan regularmente la Variante Sveshnikov. Vladimir Kramnik y Valery Salov son usuarios sicilianos de Sveshnikov (1.e4 c5 2.Cf3 Cc6 3.d4 cxd4 4.Cxd4 Cf6 5.Cc3 e5, con la Variación adecuada de Sveshnikov continuando con 6.Cdb5 d6), pero Kasparov, Shirov, Leko y Khalifman también tuvo éxito con esta táctica. La obertura es rica en posibilidades tácticas y, a pesar del análisis en profundidad que ha sufrido, se siguen proponiendo continuamente nuevas ideas. Sveshnikov escribió un libro sobre esta variación, modestamente llamado "The Sicilian Pelikan". Sveshnikov también fue un pionero de la Variación Avanzada 3.e5 de la Defensa Francesa y la Variante Alapin de la Defensa Siciliana.